# Le Cheylard
Le Cheylard ist eine französische Gemeinde mit 2812 Einwohnern (Stand 1. Januar 2022) im Département Ardèche in der Region Auvergne-Rhône-Alpes. Sie gehört zum Gemeindeverband Val Eyrieux und ist dessen Verwaltungssitz. Ihre Bewohner werden Cheylarois(es) genannt.

## Geografie
Die Stadt erstreckt sich im Zentrum des Zentralmassivs im Département Ardèche. Sie ist Teil des Regionalen Naturparks Monts d’Ardèche. Die Dorne mündet innerhalb der Ortschaft in den Eyrieux.

## Geschichte

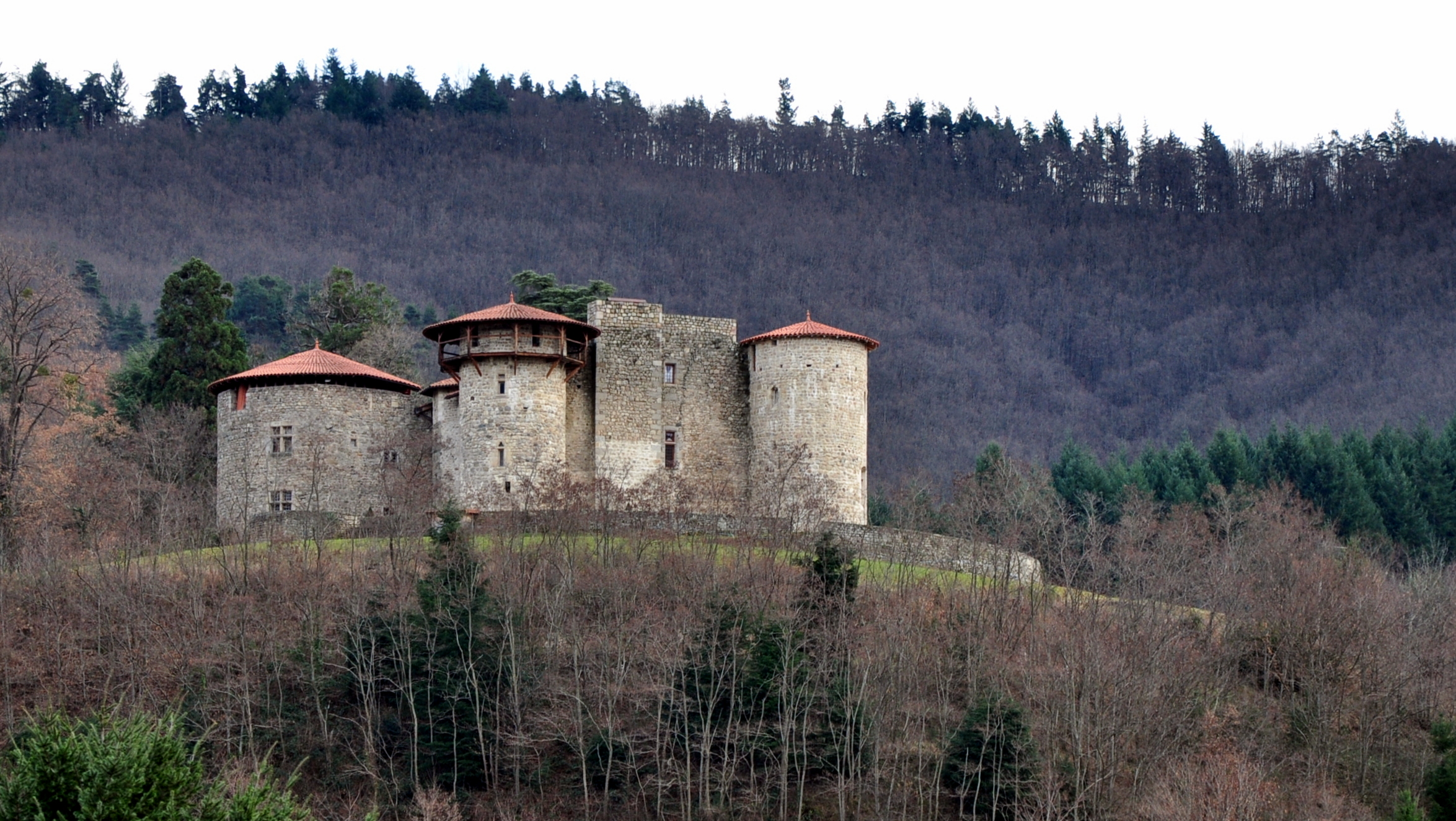
Château de La Chèze

1239 ist der Ort als Chailar erwähnt, danach als Chaylar, Le Chailar (1464) und Chaylarium (1483).
Von Ende Juli bis Ende September 1940 existierte in Le Cheylard ein Internierungslager für jüdische Flüchtlinge und politische Häftlinge. Vor allem ältere Menschen aus dem Lager Loriol-sur-Drôme, das angesichts der vorrückenden Wehrmacht geräumt wurde, wurden dort gefangengehalten.
Am Morgen des 5. Juli 1944 brachen rund 1000 deutsche Soldaten mit 154 Fahrzeugen von Valence in Richtung Le Cheylard auf. Mitglieder der Forces françaises de l’intérieur (F.F.I.) griffen die Kolonne mehrmals an, weshalb der Gegner versuchte, die Widerstandskämpfer der Résistance in Le Cheylard einzukesseln. Diesen gelang es jedoch zu entkommen, woraufhin die Deutschen im Laufe der Nacht verwüsteten, plünderten und Feuer legten. Am Morgen des 6. Juli zerstörten sie den Bahnhof und steckten das Château de La Chèze in Brand. 73 Kämpfer der F.F.I. kamen bei der „Bataille du Cheylard“ ums Leben, 40 Zivilisten wurden ermordet.

## Bevölkerungsentwicklung
| Jahr                       | 1962 | 1968 | 1975 | 1982 | 1990 | 1999 | 2007 | 2017 |
| Einwohner                  | 3735 | 3979 | 4262 | 4239 | 3833 | 3514 | 3313 | 2952 |
| Quellen: Cassini und INSEE |      |      |      |      |      |      |      |      |

## Sehenswürdigkeiten
- Château de La Chèze, Schloss aus dem 14. Jahrhundert
- Altstadt
- Kirche Mariä Himmelfahrt

## Verkehr

### Eisenbahn
In Le Cheylard gab es von 1893 bis 1968 einen Bahnhof der Chemin de Fer Departementaux (CFD). Von hier führten meterspurige Strecken nach Tournon-sur-Rhône, La Voulte-sur-Rhône (an der Mündung des Eyrieux in die Rhône) und Dunières. Le Cheylard war Sitz der Zentralwerkstätte und der Verwaltung des meterspurigen Eisenbahnnetzes im Vivarais.

### Straßenanbindung
In Le Cheylard kreuzen sich die Departementsstraßen D518 und D120. Erstere führt von Aubenas über Vals-des-Bains und Mezilhac nach Lamastre und Annonay über die Passhöhe Col de Nonières, letztere von La Voulte-sur-Rhône nach Saint-Agrève und weiter Le Chambon-sur-Lignon.

## Partnergemeinde
- Weilmünster in Hessen, Deutschland